# Ramecroix
Ramecroix is een dorp in Gaurain-Ramecroix, deelgemeente van de stad Doornik in de Belgische provincie Henegouwen.
Ramecroix ligt zo'n zes kilometer ten oosten van het stadscentrum van Doornik. Minder dan een kilometer ten zuidoosten ligt het dorp Gaurain.

## Geschiedenis
De Ferrariskaart uit de jaren 1770 toont hier het dorp Ramecroix, even ten zuiden van de steenweg van Doornik naar Aat (Chaussée de Tournay à Ath). Aan de noordkant dan de steenweg toont de kaart een windmolen - dit was de Moulin Vert die in de tweede helft van de 19de eeuw zou verdwijnen. Ten zuiden en ten westen van Ramecroix toont de kaart verschillende steengroeves en kalkovens.
Op het eind van het ancien régime, toen tijdens de Franse bezetting op het eind van de 18de eeuw de gemeenten werden gecreëerd, werd Ramecroix samen met Gaurain ondergebracht in de gemeente Gaurain-Ramecroix.

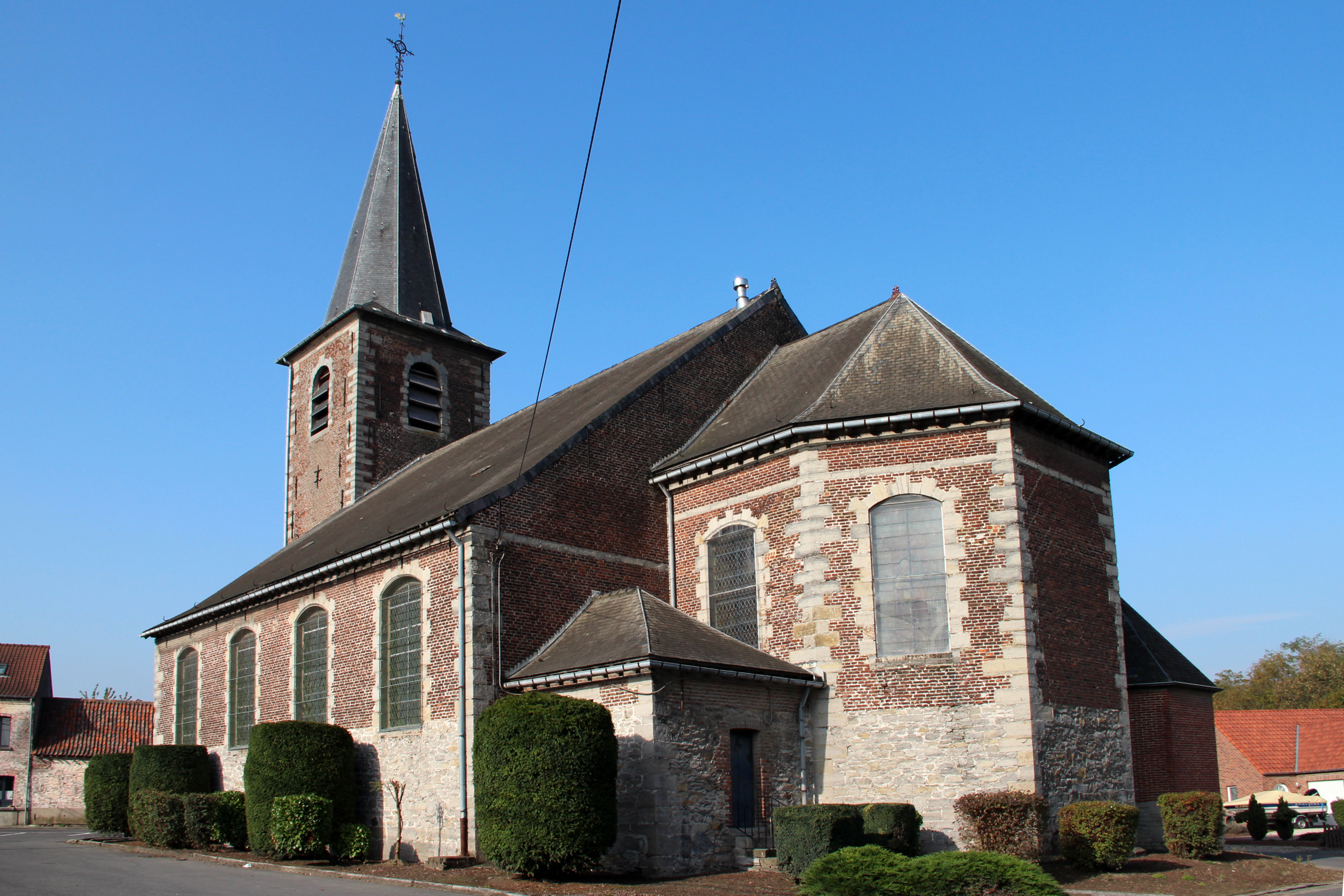
Église Saint-Vaast

## Bezienswaardigheden
- Een 18e-eeuwse kalkoven, de Providence genaamd.
- Een 17e-eeuwse duiventoren op het erf van de Ferme du Grand Marvis.
- De Sint-Vaastkerk (Église Saint-Vaast) is een classicistisch kerkgebouw van 1771 in Doornikse steen en baksteen.

## Natuur en landschap
Ten noorden van Ramecroix vindt men de in 2012 gesloten Carrière de Gaurain, nu een waterplas die tot 178 meter beneden het zeeniveau is gelegen. De hoogte van Ramecroix bedraagt 43 meter aan de kerk.

## Nabijgelegen kernen
Gaurain, Havinnes, Beclers